# Бахтієво
Ба́хтієво (рос. Бахтиево) — присілок в Балезінському районі Удмуртії, Росія.

## Населення
Населення — 2 особи (2010; 25 в 2002).
Національний склад станом на 2002 рік:
- удмурти — 88 %